# Лихосільська сільська рада
Лихосільська сільська рада — колишня адміністративно-територіальна одиниця та орган місцевого самоврядування в Янушпільському районі Бердичівської округи, Вінницької та Житомирської областей Української РСР з адміністративним центром у селі Лихосілка.

## Населені пункти
Сільській раді на час ліквідації були підпорядковані населені пункти:
- с. Лихосілка

## Населення
Відповідно до перепису населення СРСР, станом на 17 грудня 1926 року, чисельність населення ради становила 740 осіб, з них, за статтю: чоловіків — 346, жінок — 394; етнічний склад: українців — 740. Кількість господарств — 164.

## Історія та адміністративний устрій
Створена 26 червня 1926 року, відповідно до рішення Бердичівської ОАТК (протокол № 3/6 «Про складання твердої сітки сільрад»), в с. Лихосілка Бурковецької сільської ради Янушпільського району Бердичівської округи.
Станом на 1 вересня 1946 року сільська рада входила до складу Янушпільського району Житомирської області, на обліку в раді перебувало с. Лихосілка.
Ліквідована 11 серпня 1954 року, відповідно до указу Президії Верховної ради Української РСР «Про укрупнення сільських рад по Житомирській області», територію та с. Лихосілка приєднано до складу Бурковецької сільської ради Янушпільського району Житомирської області.